# ميشيل بالين في العراق
مايكل بالين: إلى العراق هو فيلم وثائقي عن السفر قدمه مايكل بالين وعُرض لأول مرة في المملكة المتحدة في ثلاثة أجزاء على القناة الخامسة في 20 سبتمبر و27 سبتمبر و4 أكتوبر 2022.    في المسلسل، تقوم بالين برحلة بطول 1,000-ميل (1,600 كـم) عبر العراق. رحلة تتبع مجرى نهر دجلة من منبعه في شرق تركيا، عبر العراق إلى الخليج العربي.
أصدرت بالين كتابًا بعنوان "إلى العراق" ليرافق المسلسل التلفزيوني. 

## قراءة إضافية
- Palin، Michael (2022). Into Iraq. Hutchinson. ISBN:978-1529153118.

## روابط خارجية
- مايكل بالين: إلى العراق على My5
- إلى العراق على themichaelpalin.com
- Michael Palin: Into Iraq